# Checker Records
Checker Records was een Amerikaans platenlabel, dat in 1952 werd opgericht als sublabel van Chess Records. Op het label verschenen platen in verschillende genres: blues, rhythm & blues, doo-wop, gospel, rock-'n-roll en soul. Het label werd in 1969 verkocht aan General Recorded Tape, dat het tot 1972 in stand hield.
Om Chess Records uit te breiden en om meer airplay voor hun singles te krijgen openden de gebroeders Leonard en Phil Chess in 1952 Checker Records. De eerste plaat kwam uit in april van dat jaar, een single en 78 toerenplaat van Sax Mallard met zijn orkest getiteld "Slow Caboose" met op de B-kant "Let's Give Love a Chance". In de beginjaren was de meest succesvolle artiest Little Walter, die met tien platen de top tien van de rhythm & blues-lijsten haalde. Ook Sonny Boy Williamson II, die veel platen voor Checker opnam, scoorde voor de platenmaatschappij, onder meer met "Don't Start Me Talkin'" en "Keep It to Yourself". Andere min of meer gevestigde namen zoals Elmore James, Arthur Crudup en Memphis Minnie deden het niet zo goed. In 1955 bracht Checker zijn eerste rock-'n-rollplaat uit, de debuutsingle van Bo Diddley, getiteld "Bo Diddley". Het werd een nummer 1-hit. Ook had het label een grote hit met "Suzie Q" van Dale Hawkins. In 1958 bracht het voor het eerst een lp uit, een verzamelalbum van songs van Little Walter.
Andere artiesten op het label waren onder meer Lowell Fulson, Willie Dixon, Jimmy Witherspoon, J.B. Lenoir, Aretha Franklin, Gene Chandler, Arbee Stidham Orchestra, The King Colax Orchestra, Sugar Boy and the Cane Cutters en Bobby Lester and the Moonlighters.
De catalogus van Checker Records is in handen van Universal Music Group. Opnames van Checker worden tegenwoordig uitgebracht door haar sublabel Geffen Records.